# Пророко-Ильинская церковь (Новогорское)
Церковь Святого Ильи Пророка — православный храм в селе Новогорское Удмуртской республики, принадлежит к  Сарапульской епархии.
Приход села Новогорское открыт по указу Священного Синода от 12 июня 1852 года. В 1852 году началось строительство деревянной церкви, а для исполнения церковных служб устроен молитвенный дом. Строительство закончено в 1853 году и 20 марта церковь освящена во имя Святого Пророка Илии. В результате пожара 10 июля 1860 года церковь сгорела. По указу Духовной Консистории от 26 июля разрешено построить каменный храм. Для временного несения церковных служб был расширен оставшийся молитвенный дом и в 1862 году освящен. В 1864 году произведена закладка храма и в 1869 году строительство закончено.
В 1937 году после ареста священника Филимонова Александра Виссарионовича церковь закрыта, но уже в 1945 году вновь приступила к работе. В настоящее время Пророко-Ильинский храм является одной из двух действующих церквей Граховского района, настоятель — священник Андрей Филиппов.